# الباب المزدوج (باب النبي)
الباب المزدوج ويُعرف أيضًا بباب النبي عبارة عن بوابتين متجاورتين، يقع في الجهة الجنوبية من سور المسجد الأقصى تحت منبر الإمام تماماً، حيث يؤدي إلى ساحات المسجد عبر باب مزدوج ممر طوله 82م وعرضه حوالي 13م ويسميه العامة «الأقصى القديم» وهو ينتهي بدرج مخرجه أمام المصلى القبلي، يبعد عن الباب الثلاثي مسافة 80 متراً. وهو باب قديم جداً قد يعود في أصل إنشاءه إلى البيزنطيين.
وهناك رأي يقول أن الباب أموي الأصل بدلالة زخارف قمة الباب البديعة والتي تشبه زخارف باب الرحمة (أموي البناء) ولا يعني وجود أحجار رومانية أن الباب روماني بدلالة استخدام البنائين حجرا عليه كتابة لاتينية لكنه وضع بشكل مقلوب مما يدل على جهل بناءه باللغة اللاتينية وإلا لكانوا وضعوه بالشكل الصحيح.(يوجد النقش على واجهة الباب من الخارج).
وقد استخدم  الباب كمدخل من القصور الأموية  التي كانت  قائمة  جنوب المسجد  الاقصى المبارك إلى ساحات المسجد عبر ممر طويل يعرف اليوم بالأقصى القديم.

## إدعاء علماء الآثار التوراتيين
يدعي علماء الآثار التوراتيون ان هذا الباب هو أحد أبواب الهيكل المزعوم على اسم  نبيتهم خلدا المذكورة في  كتابهم ” سفر الملوك ” وهذا  إدعاء باطل لم تدعمه الحقائق التاريخية ولا الأثرية، وفي دليل على  تخبطهم في شأن التسمية، يدعي عالم الآثار اليهودي مئير بن دوف أن  التسمية ربما  تعود إلى «حيوان الخلد الذي يحفر تحت الأرض ويخرج من منطقة الأخرى» مسقطا ذلك الوصف على الباب الذي يسير ممره تحت المسجد حتى الساحات.

## أسماءه
من أسماءه  «باب النبي» حيث هناك اعتقاد أن النبي محمد ﷺ دخل منه في رحلة الإسراء كما ودخل منه عمر  إلى ساحات المسجد وهو مدمر.

## البناء عليه
بني على الباب الغربي للباب المزدوج برج عسكري كخط دفاع أمامي (على الأغلب في الفترة الفاطمية استعدادا للغزو الإفرنجي) فيما وقع الباب الشرقي خارج البرج وهو يرى اليوم من منطقة آثار القصور الأموية.

## الصليبيون
استخدم الصليبيون البرج وأضافوا عليه ثم حوله صلاح الدين الأيوبي بعد التحرير إلى زاوية أوقفها على الزاهد جلال الدين الشاشي ثم عرفت في العصر المملوكي باسم الزاوية الختنية نسبة للشيخ شمس الدين الختني الذي أقام بها.
تشغل الزاوية اليوم مكتبة المسجد (المكتبة الختنية).

## ملاحظة
إن بناء البرج على الباب لم يمنع الدخول والخروج من جهة الجنوب للمسجد عبر بوابة صغيرة في الزاوية فقد ذكر ابن فضل الله العمري سنة 1345م في زيارته للزاوية (سماها الخانقاه الصلاحية): «ورأيت من عجائب الأبنية ما يملأ العين، ثم أفضيت منه إلى الكروم وظاهر المسجد» هذا وبقيت تلك البوابة مفتوحة إلى أن خيف على الزاوية الختنية من استيلاء الاحتلال الإسرائيلي عليها فسد الباب.